# Den grimme Ælling (film fra 1928)
 For alternative betydninger, se Den grimme Ælling (flertydig). (Se også artikler, som begynder med Den grimme Ælling)
Den grimme Ælling er en dansk animationsfilm fra 1928, der er instrueret af Karl Wieghorst. Filmen er baseret på H.C. Andersens eventyr af samme navn fra 1843.

## Handling
Denne artikel mangler et handlingsreferat. Hjælp os med at skrive det.